# Евгений Рудаков
Евгений Рудаков (на украински: Євген Рудаков; на руски: Евгений Рудаков) е съветски футболист и треньор. Почетен майстор на спорта на СССР (1973).

## Кариера
Рудаков е роден в Москва, където на 17 години е записан в школата на Торпедо Москва. Поради наличието на голяма конкуренция в отбора, той преминава в Судостроител Николаев. През 1963 г. се присъединява към Динамо Киев, за който играе между 1964 и 1977 г.
За националния отбор на СССР изиграва 48 мача (включително 6 мача за олимпийския отбор на СССР).
През 1980-те години работи в клуба в школат на Змина Киев.

## Отличия

### Отборни
Динамо Киев
- Съветска Висша лига: 1966, 1967, 1968, 1971, 1974, 1975, 1977
- Купа на СССР по футбол: 1964, 1966, 1974
- Купа на носителите на купи: 1975
- Суперкупа на УЕФА: 1975

### Индивидуални
- Съветски футболист на годината: 1971
- Украински футболист на годината: 1971